# Enige veldwachter
De enige veldwachter behoorde sedert de napoleontische tijd tot de politionele gezagsdragers in België. Sedert de hervorming van de politiediensten werd deze graad en functie afgeschaft.

## Inleiding
De enige veldwachter in België kwam op het einde van de 20e eeuw nog enkel voor in 5 gemeenten: 3 in Wallonië en 2 in Vlaanderen (Mesen en Spiere-Helkijn). Ter gelegenheid van de politiehervorming werden zij ingeschakeld als hoofdinspecteur. De exoduswet gaf hen wel de bevoegdheden officier bestuurlijke politie terug, die zij normaliter door hun opname in het middenkader van de geïntegreerde politie gestructureerd op 2 niveaus kwijt speelden.
De enige veldwachter stond in zijn omschrijving in voor alle aspecten van de basispolitiezorg. Hij was tegelijk wijkagent als onderzoeker, verkeersagent als milieu-handhaver. In het verleden (en in sommige naslagwerken) werd benadrukt dat de veldwachter (alle graden) feitelijk de plattelandspolitie was. Dit is slechts ten dele correct. De opleiding voor alle politie-ambtenaren, zowel stedelijke als landelijke, was volledig gelijk, net als de bevoegdheden.
Met de graad van veldwachter werd omwille van de oudere tijd doorgaans gelachen: de veldwachters van het begin van de 20e eeuw (tot halverwege) dienden voornamelijk de functie van wijkinspecteur de vervullen, en lieten de andere politietaken over aan een ander politiekorps. Door verstrengingen in de nieuwe gemeentewet, onder andere naar benoemingsvoorwaarden, en gelijkschakeling van de opleiding met de gemeentelijke politie, werd ook het korps van de veldwachters veel professioneler.
Boven zowel de enige veldwachter als de hoofdveldwachter stond de brigadecommissaris, een functie op provinciaal niveau. Met de politiehervorming werd voor deze functie geen nieuwe graad voorzien, zodat de brigadecommissaris plots buiten de politie stond.
Principieel was de enige veldwachter bevoegd voor de eigen gemeente, maar ingevolge latere beslissingen (die overigens golden voor alle gemeentelijke en landelijke korpsen) verkreeg hij bevoegdheid over het grondgebied van de ganse provincie. Verder werd hij ingeschakeld in het kader van de IPZ (Inter Politie Zone), een samenwerking tussen gemeentelijke politiekorpsen en de lokale brigades van de rijkswacht om een 24-uurs permanentie te organiseren in gebieden met een lage bevolkingsgraad, en dus minder politie-ambtenaren.

### De Landelijke Politie[1]
De landelijke politie werd opgericht bij decreet van 28 september 1791. Haar voornaamste taak was het beschermen van de oogst tegen het plattelandsproletariaat. De landelijke politie bestond uit (enige) veldwachters en hoofdveldwachters.
De bevoegdheden van de veldwachter waren drieledig:
- Officier van de gerechtelijke politie met beperkte bevoegdheid. De belangrijkste taken hiermee verbonden bestonden voornamelijk uit het opsporen en vaststellen van wanbedrijven en overtredingen tegen land- en boseigendommen, zoals jacht- en visserijmisdrijven.
- Een veldwachter was een agent van de openbare macht. Dit hield onder meer in dat men in deze hoedanigheid werd belast met al de daden van een repressieve rechtsmacht, zoals het aanhouden van landlopers en bedelaars.
- Een veldwachter was tevens agent van de bestuurlijke politie. Dit hield onder meer in dat de veldwachter moest waken over het behoud van eigendommen, veldvruchten en gewassen en het meewerken aan de uitvoering van politiewetten en -vorderingen en voor het handhaven van de orde en de rust in de gemeente.

Meer concreet kan men stellen dat de landelijke politie eigenlijk veel administratieve taken vervulde. Elke gemeente had zijn politiekantoor (landelijke politie) dat onder leiding stond van de hoofdveldwachter of de enige veldwachter. Overkoepelend waren er de landelijke brigades onder leiding van een brigadecommissaris.
Deze laatste had als taak:
- het organiseren van schietonderricht
- het organiseren van de kledijbedeling (uniformering)
- het beheer van de bewapening
- het organiseren van gezamenlijke acties met verschillende korpsen
- het fungeren als contactpersoon voor de provinciegouverneur
- het organiseren van algemeen disciplinair toezicht